# Arthémon Hatungimana
Arthémon Hatungimana, född den 21 januari 1974, är en före detta friidrottare från Burundi som tävlade i medeldistanslöpning.
Hatungimanas främsta merit kom vid VM 1995 i Göteborg där han blev tvåa på 800 meter efter dansken Wilson Kipketer. Efter framgången i Göteborg har han haft svårt att lyckas nå framskjutna placeringar. Vid Olympiska sommarspelen 2000 och 2004 slogs han ut i försöken. Vid VM 2001 nådde han semifinalen men blev väl där utslagen. 

## Personliga rekord
- 800 meter - 1.43,38